# Dario Melnjak
Dario Melnjak (31 oktober 1992) is een Kroatische voetballer. Hij is een verdediger en speelt sinds februari 2015 voor KSC Lokeren.

## Carrière
Dario Melnjak doorliep de jeugd van het bescheiden NK Nedeljanec. In 2010 maakte hij zijn debuut in het eerste elftal. In de loop van het seizoen 2010/11 versierde hij een transfer naar NK Zelina. Met die club werd hij in 2012 kampioen in de Treća HNL. De linksachter promoveerde mee naar de Druga HNL, waar hij zich in de kijker speelde van Slaven Belupo, een club uit de hoogste divisie in Kroatië. In februari 2015 tekende de 22-jarige verdediger een contract bij KSC Lokeren.